# Соглашение Сайкса — Пико

План раздела владений Порты и установления сфер влияния и контроля в этих ближневосточных областях и зонах по секретному соглашению Сайкса-Пико 1916 года после предполагаемого поражения Османской империи в ходе Первой мировой войны.
Французская зона
Британская зона
Российская зона
Зона «A», французский протекторат
Зона «B», британский протекторат
Международные зоны

Соглашение Сайкса — Пико́ (англ. Sykes–Picot Agreement) от 16 мая 1916 года — тайное соглашение между правительствами Великобритании, Франции, Российской империи и позднее Италии, в котором были разграничены сферы интересов на Ближнем Востоке на период после Первой мировой войны.
Соглашение было основано на предположении, что Антанта добьётся успеха в разгроме Османской империи в ходе Первой мировой войны, и являлось частью серии секретных договоров, предусматривавших её раздел. Основные переговоры, приведшие к заключению соглашения, проходили с 23 ноября 1915 года по 3 января 1916 года, когда британский и французский дипломаты, Марк Сайкс и Франсуа Жорж-Пико, подписали согласованный меморандум. Соглашение было ратифицировано их правительствами 9 и 16 мая 1916 года.
Соглашение фактически разделило османские провинции за пределами Аравийского полуострова на зоны британского и французского контроля и влияния. В соответствии с соглашением Великобритания контролировала территорию современного Израиля и Палестины, Иорданию и южный Ирак, а также небольшую территорию, включающую порты Хайфа и Акко для обеспечения выхода к Средиземному морю. Франция должна была контролировать юго-восточную Турцию, Курдистан, Сирию и Ливан.
В результате соглашения Сазонова-Палеолога Россия должна была получить Западную Армению в дополнение к Константинополю и Черноморским проливам, уже обещанным по Англо-франко-русскому соглашению 1915 года. Италия присоединилась к договору в 1917 году по соглашению в Сен-Жан-де-Морьене и получила южную Анатолию. Палестинский регион, имевший меньшую площадь, чем позднее подмандатная Палестина, должен был перейти под «международное управление».
Многие считают это соглашение поворотным пунктом в отношениях Запада и арабских стран. Договор противоречил обещаниям британцев о создании национального арабского государства в районе Великой Сирии в обмен на поддержку Великобритании в войне против Османской империи. Это соглашение, наряду с другими, было обнародовано большевиками в Москве 23 ноября 1917 года и повторно опубликовано в газете The Manchester Guardian 26 ноября 1917 года, так что «британцы были смущены, арабы встревожены, а турки восхищены». Последствия этого соглашения вызвали сильное недовольство в регионе, особенно среди арабов, а также среди курдов, которым было отказано в создании независимого государства.

## Предпосылки
Интересы великих держав были довольно разнонаправленными. В отличие от европейских союзников и США, Россия не претендовала на нефтяные концессии в арабских землях бывшей Османской империи, поскольку у России уже имелись обширные нефтепромыслы в Баку, Грозном и Майкопе.
Главной задачей России было получить выход к черноморским проливам и обезопасить себя от удара с южного направления. Секретное соглашение между Францией и Великобританией преследовало нефтяные интересы этих держав, уже располагавших сведениями о запасах ближневосточной нефти. Италия, лишь незадолго до этого заявившая о себе на мировой арене, преследовала в основном территориальные интересы.

## Подготовка
10 апреля 1915 года было заключено тайное англо-франко-русское соглашение, среди прочего включавшее передачу черноморских проливов под контроль России.
В октябре того же года британский МИД обратился к Франции с предложением направить в Лондон переговорщиков для разграничения зон влияния на Ближнем Востоке. Для переговоров в Лондон был направлен бывший генеральный консул Франции в Бейруте Франсуа Жорж-Пико, с английской стороны переговоры были поручены Марку Сайксу, советнику лорда Китченера по Ближнему Востоку.
Сайкс и Пико договорились по всем вопросам раздела зон влияния, кроме Палестины, в которой требовалось учесть российские интересы. В марте 1916 года переговорщики отправились в Россию для согласования плана раздела Малой Азии. В дополнение к притязаниям на проливы и Константинополь, утверждённым соглашением от 1915 года, царское правительство потребовало от Франции и Британии признать за Россией право на аннексию турецких территорий, оккупированных русской армией в ходе войны: Трабзона, Эрзурума, Вана, Битлиса и Муша, в ответ на согласие с условиями соглашения Сайкса-Пико.
По соглашению Великобритания получала территорию, соответствующую современным Иордании и Ираку, а также районы вокруг городов Хайфа и Акко. Франция получала юго-восточную часть Турции, северный Ирак, Сирию и Ливан. Россия должна была получить Босфор и Дарданеллы, Константинополь, Западную Армению и часть Северного Курдистана (район Хаккяри). Оставшаяся территория между Средиземным морем и рекой Иордан должна была находиться под международным контролем. Каждая из держав имела право определить государственные границы в своей зоне влияния.
Заручившись поддержкой России, к маю 1916 года союзники сумели достичь договорённости по послевоенному разделу Османской империи, сохранив эти планы в тайне от арабских лидеров: шерифа Хусейна и его сыновей.
Италия, узнав о соглашении между её союзниками в войне, начала требовать, чтобы её территориальные интересы также были учтены. Премьер-министр Великобритании Ллойд Джордж, нуждаясь в помощи Италии на Ближнем Востоке, предложил уступить им Смирну и часть других турецких территорий. В апреле 1917 года на встрече в Сен-Жан-де-Морьен англичане и французы согласились на передачу итальянцам Смирны. Итальянцы, однако, продолжали претендовать на дополнительные территории, населённые греками и турками. Переговоры затянулись до августа 1917 года. Наконец была достигнута договорённость о зоне влияния Италии в Юго-Западной Анатолии, а также части Западной и Центральной Анатолии. При этом условились, что соглашение получит силу лишь с согласия России. Однако в октябре 1917 года Временное правительство в России было свергнуто, а в ноябре советское правительство России в числе других тайных соглашений царского правительства обнародовало и текст соглашения Сайкса — Пико, что привело к скандалу.

## Последствия
Соглашение Сайкса — Пико означало отказ от обещаний создания национального арабского государства на территории Великой Сирии, предоставленных арабам через Томаса Эдварда Лоуренса в обмен на поддержку британских войск в борьбе с Османской империей.
После войны Франция была вынуждена отказаться от обещанного ей Мосульского вилайета и от участия в управлении Палестиной, что было закреплено на конференции в Сан-Ремо.